# Jaroslav Jebáček
Jaroslav Jebáček (6. listopadu 1920 Jinačovice – 18. října 1942 Northolt) byl český radiotelegrafista 311. československé bombardovací perutě.

## Život

### Před druhou světovou válkou
Jaroslav Jebáček se narodil 6. listopadu 1920 v Jinačovicích na Brněnsku v rodině československého legionáře z Francie Čeňka Jebáčka. V rodné vsi vychodil obecnou školu, byl členem Sokola. Nastoupil ke studiu na reformním reálném gymnáziu v Brně, po třech ročnících přestoupil na gymnázium v Tišnově. Odmaturoval ale až 28. července 1941 ve Spojeném království.

### Druhá světová válka
Po německé okupaci opustil Jaroslav Jebáček 12. srpna 1939 společně s Vladimírem Fišerem ilegálně Protektorát Čechy a Morava a přes Slovensko, Maďarsko, Jugoslávii a Blízký východ se dostal do Francie, kde vstoupil do zde vznikající československé zahraniční jednotky. Zúčastnil se bitvy o Francii, po jejím pádu v červnu 1940 se evakuoval do Spojeného království. Zde byl zařazen k pěchotě, ale na vlastní žádost byl následně přijat do Royal Air Force. Absolvoval radiotelegrafický a střelecký kurz a byl zařazen k 311. československé bombardovací peruti jako palubní střelec/radiotelegrafista. Absolvoval 47 operačních letů. Ve dnech 16. srpna a 9. září 1942 byl účastníkem úspěšných útoků na německé ponorky. Dne 28. srpna 1942 hovořil v rozhlasové relaci BBC o náletech britského letectva. Dne 18. října téhož roku cestoval společně s dalšími třinácti příslušníky 311. perutě a jedním belgickým důstojníkem jako cestující na palubě letounu Vickers Wellington T2564 KX-T do Londýna. Stroj se zřítil u letiště Northolt a všichni na jeho palubě a šest dalších osob na zemi zahynulo. Jaroslav Jebáček byl pohřben 23. listopadu 1942 na hřbitově v Brookwoodu. Dosáhl hodnosti podporučíka.

## Ocenění

### Vyznamenání
- Československá medaile Za chrabrost před nepřítelem
- Československý válečný kříž 1939

### Posmrtná cenění
- V roce 1991 byl Jaroslav Jebáček in memoriam povýšen do hodnosti podplukovníka